# Kathedraal van Wakefield
De kathedraal van Wakefield, officieel de Allerheiligenkathedraal (Engels: Cathedral Church of All Saints), is een anglicaanse kathedraal in het bisdom Leeds. In dat bisdom staan nog twee andere kathedralen: de kathedraal van Bradford en de kathedraal van Ripon. 

## Geschiedenis
Op de plaats van de kathedraal stond al eerder een kerk. In 1900 werden van die kerk sporen gevonden. Het Domesday Book maakt bovendien melding van een kerk in Wakefield. Iets na 1090 werd er een nieuwe kerk gebouwd.
Die kerk zou vele malen herbouw ondergaan: in de 14e, 15e en 19e eeuw. De kerk werd in 1888 kathedraal van het nieuwe bisdom van Wakefield. Op 14 juli 1953 verkreeg de kathedraal de status van Grade I listed building.